# Diasemia grammalis
Diasemia grammalis là một loài bướm đêm thuộc họ Crambidae. Nó được tìm thấy ở New Zealand.
Ấu trùng ăn nhiều loại cỏ và cây thân thảo khác nhau.